# Mackenson Florindo
Mackenson Florindo (* 7. April 2002 in Verrettes, Haiti) ist ein französisch-haitianischer Skirennläufer. Er startet als Allrounder in allen Disziplinen.

## Karriere
Florindo wuchs in Frankreich auf und startete bis 2019 für deren Verband. Sein erstes internationales Großereignis bestritt er im Januar 2020 bei den Olympischen Jugend-Winterspielen in Lausanne bereits unter haitianischer Flagge. Dort gelegte er als bestes Ergebnis den 51. Rang im Riesenslalom.
Im darauffolgenden Jahr startete er erstmals bei einer Alpinen Skiweltmeisterschaft, wobei er im Riesenslalom den 72. Platz belegte.
Abgesehen von internationalen Großereignissen startet Florindo hauptsächlich bei Citzien und FIS-Rennen in Frankreich. Am 8. März 2024 startete er als erster haitianischer Skirennläufer bei einem Speedrennen des Europacups. Er belegte mit über 10 Sekunden Rückstand den letzten Platz, wobei er fast vier Sekunden auf den Vorletzten verlor.

## Erfolge

### Weltmeisterschaften
- Cortina d’Ampezzo 2021: 72. Riesenslalom, DNQ Slalom
- Courchevel/Méribel 2023: 65. Slalom, 74. Riesenslalom
- Saalbach 2025: 56. Riesenslalom, 67. Slalom

### Olympische Jugend-Winterspiele
- Lausanne 2020: 51. Riesenslalom, DNF Slalom, DNS Super-G, DNS Alpine Kombination

### Weitere Erfolge
- Haitianischer Meister im Slalom (2023)
- Haitianischer Vizemeister im Riesenslalom (2023)